# Ritoók Emma
Ritoók Emma (Nagyvárad, 1868. július 15. – Budapest, 1945. április 3.) magyar költő, író, esztéta, műfordító.

## Életpályája
Szülei: Ritoók Zsigmond (1837-1905) és Ungvári Berta Emília (1843-1923) voltak. Nemesi származású, református középosztálybeli családba született bele Ritoók Emma, ennek ellenére közép- és felsőfokú tanulmányainak folytatása nem volt egyszerű, mert lányok 1895 előtt nem járhattak gimnáziumba és egyetemre. Majd csak a 65.719/1895. V. és KM rendelet megjelenése után vált lehetővé a nők számára egyetemi tanulmányok folytatása. Ritoók 1895-ben már 27 éves volt, s csak ekkor nyílt lehetősége arra, hogy érettségi vizsgát tegyen, családja segítségével a váradi premontrei gimnáziumban magánúton elvégzett 6 gimnáziumi évet, s gyorsított ütemben 1900-ban már le is érettségizett. Az érettségi vizsga után a budapesti egyetemen bölcsészetet tanult, s nagy tehetségekkel tanult együtt, köztük Babits Mihállyal, Juhász Gyulával, Kosztolányi Dezsővel, Balázs Bélával, Oláh Gáborral, Gábor Andorral, Tóth Árpáddal, Pogány Józseffel, Reichard Piroskával, Zalai Bélával.
Zalai Bélával és feleségével Neumann Elzával határozta el, hogy a továbbiakban Lipcsében és Párizsban folytat tanulmányokat. Hallgatta Wilhelm Wundt előadásait, nagy hatást gyakorolt rá a kísérleti lélektan. Mind Németországban, mind Párizsban rendszeresen látogatta a múzeumokat, nagy hatással voltak rá Arnold Böcklin, Auguste Rodin stb. képzőművészek alkotásai. Színházi előadásokat is látogatott, köztük például Henrik Ibsen: Hedda Gabler c. darabját nézte meg. Mind képzőművészeti, mind színházi élményei nemcsak műveltségét gyarapították, hanem szemléletét is jótékonyan befolyásolták, most már nemcsak az irodalom, hanem a lélektan, az esztétika és a filozófia területére is rálátott. Művészeti, művészetfilozófiai írásokat adott közre, így lehetett a Vasárnapi Kör egyik alapító tagja, s aktív résztvevője. Azután már a forradalmakhoz közeledve, majd az ellenforradalom következtében Ritoók Emma visszatért egyfajta neokonzervatív szemlélethez, ennek jegyében születtek további művészetfilozófiai írásai. A két világháború közt kvalitásainak megfelelő társaságot nem talált, egyre inkább az őskonzervatívok körébe került, egy ideig Tormay Cécile irodalmi-közéleti tevékenységéhez kapcsolódott. 1920-1932 között a Fővárosi Könyvtárban dolgozott mint könyvtáros.
Édesapja Ritoók Zsigmond jogász, királyi ítélőtáblai elnök volt. Nagyvárad közéletének sokoldalú, Ady által nagyra becsült alakja. Ritoók Emma egy nagy múltú és jelenű, konzervatív, ugyanakkor liberalizmusra is hajlamos református család második nemzedékéhez tartozott. Felmenői között: Hunyadiak, Szapolyaiak, Drugethek, Báthoriak, Bethlenek és Kemények. Kortárs jó ismerősei között Ady Endre, Balázs Béla (ki sokáig költőbálványa volt, s igencsak megrázta, mikor megtudta, hogy másba szerelmes), Babits Mihály. Ismeretsége Adyval az egymást a korzón való köszöntgetéssel kezdődött Nagyváradon. A háború után úgy látta, hogy a zsidó materializmus az oka minden rossznak, de Babits hatására újraértékelte alapállását a zsidókkal szemben. A harmincas években közösen vezették Ritoók Emma szalonját, ahova vasárnap délutánonként a kor magyar művészei (Szabó Lőrinc, Sárközy György, Illés Endre, Szerb Antal, Illyés Gyula stb.) nem kis számban képviseltették magukat.

## Munkássága
Az első világháborút megelőzően írt munkáiban haladó szellemben tárgyalta az egyedül élő dolgozó nő problémáit. 1897-ben A természettudományi irány a szépirodalomban című dolgozatával nyerte el a nagyváradi Szigligeti Társaság tudományos pályadíját. 1905-ben lett ismert az Új Idők regénypályázatának Egyenes úton – egyedül című pályadíjnyertes regényével. 1906-ban doktorált, Arany János elmélete az eposzról című tanulmányát védte meg. A Vasárnapi Kör egyik alapító tagja volt, de 1917 után szembefordult társaival.
Az első világháborút követő években az újkonzervatív szemlélet jellemezte. Számos verset írt meg szépprózát, foglalkozott esztétikával, művészetfilozófiával, irodalomtudománnyal és műfordítással is. A magyar olvasóközönséget az elsők között ismertette meg az észak-európai irodalommal, például lefordította Knut Hamsun: Éhség című regényét, Jonas Lie: Az életfogytiglani elítélt című regényt, Bjørnstjerne Bjørnson: Arne. Solbakken Synnöve. című művét.
Ritoók Emma nemcsak műfordítóként tett le sokat az asztalra, saját szépirodalmi munkássága is figyelmet érdemel.
Bár van olyan vélemény, miszerint szellemi felvértezettségével, gondolatai mélységével szépírói eszköztára nem állt arányban, semmiképp se feledhetjük, hogy A nagy véletlen című regényéről Balázs Béla, Ady és Babits írt elismerő kritikát.
A már említett, Egyenes úton – egyedül című, az emancipáció dilemmáit feltáró regénye irodalomtörténeti jelentőségű. Méltatói szerint az első magyar feminista regényt tisztelhetjük benne. A számos nőalakot mozgató, biztos kézzel szerkesztett alkotás igyekszik felmutatni, milyen utak és tévutak álltak a korszak asszonyai előtt.
A szellem kalandorai című kulcsregényében Ritoók Emma a korábbi, Vasárnapi Társaság-beli baráti körének, tágabb értelemben: a kozmopolita szellemi életnek a trianoni katasztrófában játszott szerepét veszi vizsgálat alá. A regény bepillantást nyújt a progresszív értelmiség utólag kártékonynak ítélt századeleji mozgalmaiba, s pikantériáját fokozza, hogy könnyen beazonosíthatók az egyes karakterek mintájául szolgáló személyek. (Lukács György ugyanúgy pellengérre kerül, mint Balázs Béla.) Azok a sorsdöntő esztendők elevenednek tehát meg, amikor Magyarország – pontosabban: az Osztrák-Magyar Monarchia – belesodródott egy háborúba, majd egymás után két forradalom is megrendítette a közrendet, felrúgta a normalitás szabályait. A szellem kalandorai mondhatni az előképe Szabó Dezső és Németh László bizonyos, erősen vitatható, az antiszemitizmustól sem teljesen mentes írásainak. (Ritoók Emma régi barátai árulásként élték meg, ahogyan róluk írt. Lukács György úgy hárította el magától azt, hogy Ritoók kritikájával szembe kelljen néznie, hogy női mivoltában alázta meg őt. Azzal intézte el, hogy egy szerelmi reményeiben csalódott csúnya vénlány nemtelen bosszúja ez a, valóságban a trianoni országvesztés okait a baloldal vétkeivel megmagyarázni kívánó mű.)
Ritoók Emma Évek és emberek címmel a közelmúltban megjelent memoárja ugyancsak páratlan gazdagságú kordokumentum, már csak azért is, mert szokatlan fénytörésben: női nézőszögből tárul elénk Magyarország 1914 nyara és 1933 közötti történelme. A női látásmód mellett releváns az is, hogy nemesi származású és vérbeli értelmiségiként kérdez rá a miért?-ekre. Az is jól nyomon követhető, hogy egyre inkább eltávolodik a progresszív szemlélettől, és konzervatív irányt vesz.
Kollarits Krisztina irodalomtörténész véleménye szerint Ritoók Emma memoárjából az olvasható ki, hogy önmagát másoknál tehetségesebbnek és intellektuálisan is magasabb rendűnek tartotta, de mivel a hőn áhított elismerés sosem jutott osztályrészéül, az idő előrehaladtával egyre inkább megkeseredett, s Tormay Cécile iránti féltékenységét is alig-alig tudta palástolni.
Talán Ritoók Emma munkásságának jó ismerője: Lengyel András irodalom- és művészettörténész fogalmaz a legárnyaltabban Ritoók Emmáról, amikor azt mondja, hogy pályája mérlegének megvonásánál ugyanúgy számításba kell venni a pró-kat, mint a kontrákat. Egy sok-sok ellentmondással teli, de összességében véve mégis példaértékű, és a nők számára inspiráló életutat járt be. Származása, neveltetése egy hanyatlóban lévő, a politikai és gazdasági hatalomból mindinkább kiszoruló, s emiatt a korábbi kiváltságai megőrzése érdekében önvédelmi harcra kényszerülő "történelmi" osztályhoz kötötték. Csillapíthatatlan tudásvágya, a minden szellemi érték iránti ösztönös vonzódása ugyanakkor egész életében kiemelte a provincialitásból. Kora fontos törekvéseivel  mindvégig szinkronban volt, még ha olykor fel is lépett ellenük.
Életművének, személyiségének ellentmondásossága hű tükre kora ellentmondásosságának.
A szellemi igényesség, a dolgok megértésének vágya élete végéig jellemezte.
Ritoók Emma szellemi kisugárzásával kapcsolatban kiemelést érdemel, hogy meghatározó befolyást gyakorolt másodunokaöccse, Ritoók Zsigmond, nemzetközi hírű, Corvin-lánccal kitüntetett, Széchenyi-díjas klasszika-filológus pályaválasztására. (Ő volt az, aki ókori latin szerzőktől származó régi szövegkiadásokat ajándékozott a tizenötéves fiatalembernek, fölébresztve benne az érdeklődést az antik kultúra iránt.)

## Emlékezete
A Ritoók Emma-memoárt (Évek és emberek) Leimeiszter Barnabás a korszak egyik legélvezetesebb krónikájának, ugyanakkor a szerzőt bősz antiszemitának nevezi. Azt emeli ki a kötetből, hogy Ritoók Emma „jelen volt olyan helyeken, ahol „logikusan” (úriasszonyként Lukácsék között, vasárnapi körös irodalmárként az ellenforradalmi szervezkedésben) nem lehetett volna jelen lennie. Ez önmagában még nem teszi „hiteles” szemtanúvá (ki az?), de kivételes pozíciójú szemlélő volt, akinek az élettörténetében – mint senki máséban – a magyar politika- és szellemtörténet skizofrén végletei esnek egybe”.
Szintén naplójával kapcsolatban Bihari Péter a szerző antiszemitizmusát emeli ki: „Nos, Ritoók öntudatosan antiszemita, valóban minden bokorban (minden egyes oldalon) csúf és gonosz zsidókat lát, s ugyanolyan egyértelműen közli, hogy ő egy keresztyén úrihölgy, „dzsentriasszony”, nacionalista magyar. Rendszeresen ír fajról, fajtáról, vérről, vérkeveredésről, olykor turániakról. Ez persze egész világlátását végletesen eltorzítja, a zsidókkal vagy a zsidóbérencekkel vad összeesküvés-elméleteket kreál, majd elmélkedik róluk.”

## Művészeti írásai
- Látás a művészetben. Lásd A Kolozsvári Tudományegyetemi Kör évkönyve, 1903-1904. Kolozsvár, 11-120. p.
- Whistler[16]-kiállítás Parisban. Művészet, 1905. (4. évf.) 5. sz. 341. p.
- A Besnard[17]-kiállítás Parisban. Művészet, 1905. (4. évf.) 5. sz. 341. p.
- Párisi krónika (A két Salon). Művészet, 1905. (4. évf.) 5. sz. 343-346 p.
- Művészek anyja. Művészet, 1905. (4. évf.) 2. sz. 132-133. p.
- A rút a művészetben. Athenaeum, 1916. 177-205. p.
- Műalkotás és művészeti forma. Athenaeum, 1920
- A dualizmus Dosztojevszki világnézetében. Athenaeum, 1926
- Die Wertsphära des Tragischen. Zeitschirft für ästhetik und Allgemeine Kunstwissenschaft. 1935

## Tanulmányai, kritikái
- Arany János elmélete az époszról; Révai-Salamon Ny., Bp., 1906
- A modern dráma : Lukács György: A modern dráma fejlődéstörténete. A Kisfaludy-társaság Lukács Krisztina díjával jutalmazott pályamű. 1-2. köt. Budapest, 1911. Budapesti Szemle, 1913. (41. évf.) 153. köt., 435. sz. 478-487. p.
- Zsidókérdés Magyarországon : Akik szerint van zsidókérdés. Ritoók Emma véleményét lásd Huszadik Század, 1917. 132-139. p.
- A nők az egyetemen. Czeke Mariannal Napkelet, 1925. május 496-504. p.

## Szépirodalmi művei
- Mai idegek (elbeszélések, 1896)
- Egyenes úton – egyedül (regény, 1905) (MEK )
- A nagy véletlen (regény, 1909) (MEK )
- Négyen a tűz körül (elbeszélés, 1911) (MEK )
- Ellenséges világ (elbeszélés, 1911)
- Sőtét hónapok (versek, 1920)
- A szellem kalandorai I–II. (regény, 1921)
- Pán megváltása (misztériumjáték, 1929)
- Tündérmesék; ill. Jaschik Álmos; Révai, Bp., 1930
- Gyárfás Sándor két élete (regény, 1933) (MEK )
- Tévelygők (regény, 1938) (MEK )
- A szellem kalandorai; utószó Bodnár György; Pesti Szalon, Bp., 1993 (Pesti Szalon könyvek)
- Évek és emberek; szerk., tan., jegyz. Pritz Pál; BTK Történettudományi Intézete–Magyar Történelmi Társulat–Nemzetközi Magyarságtudományi Társaság, Bp., 2022

Kilenc műve, köztük fő művei, részben fordításai is és híres/hírhedt emlékirata szintúgy, olvasható a Magyar Elektronikus Könyvtárból letöltve.

## Külső hivatkozások
- Ritoók Emma az Írónők a hálón (1880–1945) oldalon